# 조지 이스트먼
조지 이스트먼(George Eastman, 1854년 7월 12일 ~ 1932년  3월 14일)은 이스트먼 코닥이라는 회사를 설립하고 롤 필름을 출시하며 사진 촬영을 주류로 이끄는데 기여한 미국의 기업가이다. 롤 필름은 1888년 영화 필름의 발명의 토대가 되기도 하였다.
조지 이스트먼 박물관은 미국 국립역사기념물로 지정되었다. 이스트먼은 할리우드 명예의 거리의 투 스타(two stars)로 대표되는 유일한 인물이다.

## 특허
- 미국 특허 226,503  "Method and Apparatus for Coating Plates", filed September 1879, issued April 1880.
- 미국 특허 306,470  "Photographic Film", filed May 10, 1884, issued October 14, 1884.
- 미국 특허 306,594  "Photographic Film", filed March 7, 1884, issued October 14, 1884.
- 미국 특허 317,049  (with William H. Walker) "Roll Holder for Photographic Films", filed August 1884, issued May 1885.
- 미국 특허 388,850  "Camera", filed March 1888, issued September 1888.
- Eastman licensed, then purchased 미국 특허 248,179  "Photographic Apparatus" (roll film holder), filed June 21, 1881, issued October 11, 1881 to David H. Houston.